# Il segreto di Agatha Christie
Il segreto di Agatha Christie (Agatha) è un film del 1979 diretto da Michael Apted. Nel film viene rappresentata una immaginaria ricostruzione dei giorni della scomparsa della scrittrice nel 1926.
Nonostante il film si apra con un "disclaimer" nei titoli di testa che chiarisce che ciò che segue è una soluzione di fantasia al mistero della scomparsa, gli eredi di Christie intentarono una causa senza successo per impedire la distribuzione del film.

## Trama
Agatha Christie, già da alcuni anni scrittrice di romanzi gialli di discreto rilievo, raggiunge il successo con il romanzo "L'assassinio di Roger Ackroyd". Immediatamente dopo arriva però il terribile colpo: il marito Archie, che lei ama con passione, mentre lui la disprezza per la sua timidezza, le confessa di essersi innamorato della propria segretaria, Nancy Neele, e che vuole divorziare da Agatha per sposarla. Le chiede quindi il suo consenso: lei però rifiuta.
Quella stessa notte, Agatha fa frettolosamente la valigia ed esce, lasciandosi dietro una lettera per la propria segretaria, Miss Fisher, e una per il marito. Abbandona la macchina non molto lontano da casa, insieme al bagaglio, e prende il treno per Harrogate.
La polizia, messa in allarme, comincia a dragare gli stagni delle vicinanze e organizza una colossale battuta di ricerca: nessun risultato, la signora Christie è introvabile. In più, il marito non dà la minima collaborazione.
Un promettente giornalista, Wally Stanton, motivato anche dai propri sentimenti per la giallista, la rintraccia e le resta vicino, senza però rivelarsi e fingendo di credere che lei sia Miss Neele, come si è registrata nel proprio albergo. Quando negli stessi luoghi arriva anche la vera Miss Neele, qualcosa nel comportamento della Christie insospettisce Stanton, che scopre che, in fondo, la scrittrice è come i suoi romanzi: "ha un finale a sorpresa."